# Eijkman Point
Der Eijkman Point ist eine Landspitze an der Graham-Küste des Grahamlands auf der Antarktischen Halbinsel. Sie ragt als Ausläufer eines Felsensporns 6 km südsüdöstlich des Nuñez Point in die Leroux-Bucht und markiert die südwestliche Begrenzung der Einfahrt zur Macrobius Cove.
Teilnehmer der British Graham Land Expedition (1934–1937) unter der Leitung des australischen Polarforschers John Rymill nahmen die erste Kartierung vor. Das UK Antarctic Place-Names Committee benannte sie 1959 nach dem niederländischen Arzt, Pathologen, Bakteriologen und Hygieniker Christiaan Eijkman (1858–1930), der zwischen 1890 und 1897 bahnbrechende Forschungsarbeiten zur Entstehung und Prävention von Beriberi durchgeführt hatte.